# 9092 Nanyang
9092 Nanyang è un asteroide della fascia principale. Scoperto nel 1995, presenta un'orbita caratterizzata da un semiasse maggiore pari a 3,0216688 UA e da un'eccentricità di 0,0516679, inclinata di 10,83170° rispetto all'eclittica.